# Columbus II

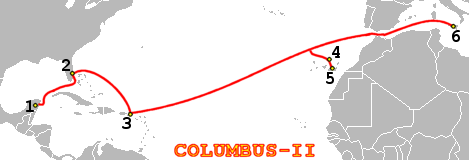
Ruta del cable de comunicaciones submarino transatlántco COLUMBUS-II

Columbus III es un cable transatlántico de comunicaciones de aproximadamente 12 300 km. Lleva en servicio desde 1994 y es propiedad privada y para uso comercial.
Sus tres segmentos tiene puntos de amarre en:
- Columbus II - A (1121 km) - 560 MB/s

1. Cancún, México

2. West Palm Beach, Florida, Estados Unidos
- Columbus II - B (2068 km) - 2500 MB/s

2. West Palm Beach, Florida, Estados Unidos

3. Magens Bay, St. Thomas, Islas Vírgenes Americanas
- Columbus II - C (9116 km) - 560 MB/s

3. Magens Bay, St. Thomas, Islas Vírgenes Americanas

4. Funchal, Madeira, Portugal

5. Sardina, Gran Canaria, España

6. Palermo, Sicilia, Italia